# Gason
Gason (in sloveno Gažon) è una frazione di 566 abitanti del comune sloveno di Capodistria, nell'Istria settentrionale.
È un paese posto all'altezza di 241 m, in una sella tra due poggi ameni che guardano la vecchia Via Flavia che sale da Capodistria verso Monte di Capodistria attraverso la Salara, la strada che si snoda lungo la valle del torrente Piasentin, coperta da vigneti ed oliveti.
A questo villaggio si arriva prendendo a destra la strada che corre fra i vigneti partendo dalla Crocera di Montetoso, attraverso la val Derniga. Passato un capitello, si trova il piccolo cimitero  e quindi si entra in paese dove una chiesetta gotica, senza campanile, offre un'immagine semplice; la campana è posta su una trave in calcestruzzo situata sul tetto del battistero. È l'antica chiesa dei Santi Pietro e Paolo consacrata dal vescovo Gabrielli nel 1478; essa dipendeva dalla pieve di Monte di Capodistria; contiene iscrizioni glagolitiche ed affreschi.
Le case di Gason sono invece tutte ristrutturate dagli abitanti inseriti nel tessuto industriale di Capodistria. Resiste ancora qualche vecchia casa in arenaria, semplice, senza ornamenti, che segue i criteri di praticità e di funzionalità propria dei piccoli agricoltori. Gasòn è voce veneta derivante da Casone. Da qui una bella vista spazia su tutto il territorio di Capodistria. Sul vicino monte Santo Stefano di 269 m, circondato da una contrada collinosa che si chiama Pastoràn, esisteva fino allo scorso secolo l'omonima chiesetta.
Questo sito fu abitato fin dai tempi dei Romani; qui infatti si ritrovarono molti cocci ed una tegola con il bollo "P.Itur Sab(ini)" conservata nel municipio di Monte di Capodistria; fu trovato anche un peso romano di calcare a forma di sfera che serba ancora tracce del manico di ferro di cui era munito.